# Wolfgang Kneib
Wolfgang Kneib (Zornheim, 20 novembre 1952) è un ex calciatore tedesco, di ruolo portiere.
Ha giocato nel campionato tedesco durante gli anni settanta e ottanta, difendendo la porta del Borussia Mönchengladbach, del Magonza e dell'Arminia Bielefeld.

## Carriera
Fu acquistato giovanissimo dal Magonza, squadra di Regionalliga, dove, partito come riserva, riuscì a conquistare il posto da titolare e a guidare la squadra alla promozione in Zweite Bundesliga nel 1974. Dopo una stagione in seconda serie Kneib passò agli amatori del SV Wiesbaden. Nel 1976 fu acquistato dal Borussia Mönchengladbach dove andò a prendere il posto dell'infortunato Wolfgang Kleff.
Nel 1980, dopo 112 presenze in campionato lasciò il Borussia per andare all'Arminia Bielefeld. Dopo due stagioni da titolare rimase fermo un anno per poi tornare nuovamente a giocare con l'Arminia per altri dieci anni. Chiuse la carriera in Regionalliga nel 1993 a quarantun'anni.
In carriera ha segnato due gol su rigore, entrambi con la maglia dell'Arminia. Il primo nella Bundesliga 1984-1985 contro l'Eintracht Francoforte, il secondo in Zweite Bundesliga l'anno seguente nella vittoria per 7-1 contro l'Eintracht Braunschweig.

## Palmarès

### Competizioni nazionali
- Campionato tedesco: 1

Borussia Monchengladbach: 1976-1977

### Competizioni internazionali
- Coppa UEFA: 1

Borussia Monchengladbach: 1978-1979